# Sidi Mahmoud Ben Omar Mohamed Aquit
 (septembre 2024).
La mise en forme du texte ne suit pas les recommandations de Wikipédia : il faut le « wikifier ».
Les points d'amélioration suivants sont les cas les plus fréquents :
- Les titres sont pré-formatés par le logiciel. Ils ne sont ni en capitales, ni en gras.
- Le texte ne doit pas être écrit en capitales (les noms de famille non plus), ni en gras, ni en italique, ni en « petit »…
- Le gras n'est utilisé que pour surligner le titre de l'article dans l'introduction, une seule fois.
- L'italique est rarement utilisé : mots en langue étrangère, titres d'œuvres, noms de bateaux, etc.
- Les citations ne sont pas en italique mais en corps de texte normal. Elles sont entourées par des guillemets français : « et ».
- Les listes à puces sont à éviter, des paragraphes rédigés étant largement préférés. Les tableaux sont à réserver à la présentation de données structurées (résultats, etc.).
- Les appels de note de bas de page (petits chiffres en exposant, introduits par l'outil «  Source ») sont à placer entre la fin de phrase et le point final[comme ça].
- Les liens internes (vers d'autres articles de Wikipédia) sont à choisir avec parcimonie. Créez des liens vers des articles approfondissant le sujet. Les termes génériques sans rapport avec le sujet sont à éviter, ainsi que les répétitions de liens vers un même terme.
- Les liens externes sont à placer uniquement dans une section « Liens externes », à la fin de l'article. Ces liens sont à choisir avec parcimonie suivant les règles définies. Si un lien sert de source à l'article, son insertion dans le texte est à faire par les notes de bas de page.
- La présentation des références doit suivre les conventions bibliographiques. Il est recommandé d'utiliser les modèles {{Ouvrage}}, {{Chapitre}}, {{Article}}, {{Lien web}} et/ou {{Bibliographie}}. Le mode d'édition visuel peut mettre en forme automatiquement les références.
- Insérer une infobox (cadre d'informations à droite) n'est pas obligatoire pour parachever la mise en page.

Pour une aide détaillée, merci de consulter Aide:Wikification.
Si vous pensez que ces points ont été résolus, vous pouvez retirer ce bandeau et améliorer la mise en forme d'un autre article.
Mahmoud Ben Omar Mohamed Aquit, né en 1498, à Tombouctou, et mort en 1548 à Tombouctou, est considéré comme la première figure sainte de la ville de Tombouctou et un ouléma.

## Biographie
Il est un membre de la famille des Aquit, qui appartient au groupe Goddalla, rattaché au groupe berbère des Sanhadja. Il fut un savant reconnu, un professeur et un jurisconsulte de la ville de Tombouctou. Il exerça également la fonction de cadi pendant 55 ans. En cette qualité, il participa à la controverse autour de la persécution des Juifs lancée par al-Maghili et s'y opposa.
Ses fils, Mohammed, El Aquih, Omar lui succédèrent à tour de rôle pendant le reste du siècle.

## Postérité
Il est enterré dans l'un des sept cimetières de la ville, celui du nord de la ville qui porte son nom. Il fut enterré selon la tradition orale dans son vestibule qui fut transformé par la suite en mausolée et qui fit l'objet d'un culte local particulier. Ce mausolée a été classé, avec 15 autres et 3 mosquées, patrimoine mondial de l’humanité par l'Unesco en 1988. 
Le 31 juin 2012, le groupe islamiste Ansar Dine procède à la destruction du mausolée.